# Hebdomochondra syrticola
Hebdomochondra syrticola är en fjärilsart som beskrevs av Otto Staudinger 1879. Hebdomochondra syrticola ingår i släktet Hebdomochondra och familjen nattflyn. Inga underarter finns listade i Catalogue of Life.